# دوري البوسنة والهرسك لكرة اليد للسيدات
دوري البوسنة والهرسك لكرة اليد للسيدات هو دوري لأندية كرة اليد للسيدات في البوسنة والهرسك وتأسس في 2001. ينظمه الاتحاد البوسني لكرة اليد. يتأهل بطله إلى دوري أبطال أوروبا لكرة اليد.

## وصلات خارجية
- الموقع الرسمي